# Згулка, Тадеуш
Таде́уш Згу́лка (пол. Tadeusz Zgółka, 1 февраля 1945, Родатичи, (современная Украина) — 26 апреля 2021, Познань, Польша) — польский языковед, профессор Университета им. Адама Мицкевича в Познани.

## Карьера
Окончил среднюю школу в Жепине в 1963 году и поступил на факультет польской филологии Университета им. Адама Мицкевича в Познани. Степень магистра польской филологии получил в 1968 году, защитив диссертацию «Распознавание голоса говорящего в зависимости от граничных частот полосы пропускания», написанную на Кафедре фонетики под руководством доцента Виктора Яссема. В этом же году начал научную деятельность под руководством профессора Ежи Кмиты на Кафедре логики Философско-исторического факультета Университета им. Адама Мицкевича в Познани, тем самым становясь участником познанской методологической школы. В 1974 году защитил диссертацию «Объяснение языковых фактов, принятых Пражской школой лингвистического структурализма» и получил степень научную степень доктора наук в области логики и методологии науки.
В 1979 году перешёл в Институт языкознания, где создал Кафедру методологии лингвистики (которой руководил до 2004 года). В 1979 году на основании диссертации «Язык. Компетенция. Грамматика. Исследование по методологии лингвистики» получил степень хабилитированного доктора гуманитарных наук в области общего языкознания, а 1 мая 1981 года стал доцентом. Научную степень профессора гуманитарных наук получил в 1991 году и был принят на должность экстраординарного профессора, а в 1996 году — ординарного профессора.
Занимал следующие должности: 1981—1985 заместитель декана, а с 1982 года декан Филологического факультета (был освобожден от этой должности в 1985 году решением Министра науки, высшего образования и техники, который «не подтвердил дальнейшего исполнения обязанностей»). Затем был избран вице-директором Института языкознания. В 1988 году стал первым деканом Факультета неофилологии и занялся созданием этого нового факультета. Занимал эту должность до 1996 года. Кроме того, в 1991 году занимал должность заведующего Кафедрой общего и прикладного языкознания, а в 1996 году был назначен на должность заместителя директора Института лингвистики. Эту должность он занимал до 2004 года, пока не перешел на Факультет польской и классической филологии Университета им. Адама Мицкевича, на Кафедру риторики, прагмалингвистики и журналистики.
В Институте лингвистики был соорганизатором новых специальностей, таких, как языкознание и научная информация, венгерская филология, испанская филология, а также этнолингвистика (на основании его авторской программы обучения). Кроме того, на основании его авторской программы на Факультете польской и классической филологии было запущено Последипломное обучение для учителей польского языка как иностранного, а также Факультет польской филологии как иностранной (для иностранцев) в Коллегиум Полоникум в городе Слубице.
Был соорганизатором Высшей школы иностранных языков в Познани. Принимал участие в редактировании польского издания энциклопедии «Британника» и Практического словаря современного польского языка. Был одним из основателей факультета польской филологии в Архангельске.
В 2004—2010 гг. был членом Комитета по языкознанию Польской академии наук. С 2004 года был членом Совета польского языка при Польской академии наук, а с 2019 года его председателем.
С 2014 года в эфире радио «Афера» отвечал на вопросы слушателей о польском языке в программе «Студенческий патруль».

## Награды
- Золотой Крест Заслуги
- Кавалер креста Полонии Реститута
- Медаль Министерства национального образования Польши
- Почетный доктор Поморского университета (САФУ)
- Серебряная медаль Labor omnia vincit (Труд все побеждает) от Общества им. Ипполита Цегельского
- Медаль Ad Perpetuam Rei Memoriam
- Титул «Заслуженный для города Познань»
- Почетный гражданин города и гмины Збоншинек

## Личная жизнь
Жена — профессор Халина Згулкова, дети — Миколай и Анна.